# Artàban (general armeni)
Artàban   (segle VI - Després de 551) va ser un militar de l'Imperi Romà d'Orient d'origen armeni que va servir sota l'emperador Justinià I. Sent inicialment un rebel contra l'autoritat imperial, va fugir a la Pèrsia sassànida, però no va trigar a tornar a la lleialtat imperial. Va servir a Àfrica, on va guanyar fama per matar al general usurpador Guntaric i restaurar la província al control de l'imperi. Va estar promès amb Preiecta, neboda de l'emperador, però finalment no es va produir el matrimoni degut a l'oposició de l'emperadriu Teodora. Reclamat a Constantinoble, es va veure embolicat en una fallida conspiració contra Justinià els anys 548-549, encara que no va ser castigat severament per la seva implicació. Va ser perdonat poc després i enviat a Itàlia a lluitar en la guerra gòtica, on va participar en la decisiva victòria romana a la batalla de Casilínum.

## Biografia
Durant els anys 538-539, sent jove, va participar en la conspiració armènia contra Acaci, el procònsol d'Armènia Primera, provocada per la gran càrrega impositiva i la conducta cruel d'Acaci. El propi Artàban va matar Acaci. Poc després, en una escaramussa entre els rebels i l'exèrcit imperial a Oenochalacon, sembla que Artàban va matar al general Sitas, enviat per l'emperador Justinià I per a sufocar la rebel·lió. El pare de Artàban, Joan, va tractar de negociar un acord amb el successor de Sites, Buces, però va ser assassinat per aquest. Aquest fet va obligar a Artàban i els seus seguidors a buscar l'ajuda del governant sassànida Cosroes I. Passant al bàndol persa, els següents anys Artàban va prendre part a les campanyes de Cosroes contra l'Imperi Romà d'Orient.
En algun moment al voltant de l'any 544 (o potser l'any 542), Artàban, el seu germà Joan i altres armenis van desertar i es van passar al bàndol romà.

## Servei a l'Àfrica
Artàban i el seu germà van ser posats al comandament d'un petit contingent armeni i enviats durant la primavera de l'any 545, sota les ordres del senador Areobind, a Àfrica, on els romans estaven embolicats en una prologada guerra amb els pobles amazics, les anomenades guerres romano-amazigues. Poc després de la seva arribada, Joan va morir a la batalla de Sicca Veneria, un enfrontament amb les forces rebels del renegat Estotzes. Artàban i els seus homes van romandre lleials a Areobind durant la rebel·lió del dux Guntaric a finals del 545. Aquest, aliat amb el cabdill Antales, va marxar sobre Cartago i va capturar les portes de la ciutat. A instàncies d'Artàban, Areobind va decidir enfrontar al rebel. Els dos exèrcits semblaven igualats, fins que Areobind es va espantar i va fugir a un monestir buscant refugi. Llavors, les tropes lleials a ell també van fugir i la ciutat va caure en poder de Guntaric.
Tot i que Guntaric va matar finalment a Areobind, Artàban va salvar la vida al passar-se al bàndol rebel. En secret, no obstant això, va començar a planejar la seva destitució. Poc després, se li va encarregar una expedició contra els amazics d'Antales. Va marxar al sud, juntament amb un contingent aliat a les ordres de Cutzines. Els homes d'Antales van fugir, però Artàban no els va perseguir. Segons Procopi de Cesarea, va considerar portar als seus homes per a unir-se a la guarnició d'Hadrumetum, que estava a les ordres del dux Marcenci, que es mantenia lleial a l'Imperi, però va decidir va tornar a Cartago i continuar amb el seu pla d'eliminar a Guntaric. Va mantenir el pla en secret absolut durant molt de temps, confiant només en els seus dos millors amics armenis. Fins i tot la unitat armènia de soldats veterans completament lleials i triats per personalment per ell no es van adonar del que passava fins a l'últim moment. Que els plans romanguessin ocults es va aconseguir sobretot perquè els conspiradors intercanviaven missatges en la seva llengua materna. L'armeni era un idioma incomprensible per a la resta de membres de l'exèrcit imperial d'Àfrica.
Al seu retorn a Cartago, va justificar la seva decisió, de no perseguir Antales, insistint que es necessitava tot l'exèrcit per a sufocar als insurgents i va instar a Guntaric perquè l'acompanyés. Al mateix temps, va conspirar amb el nebot d'aquest, Gregori, i alguns altres dels seus guardaespatlles armenis per a assassinar a l'usurpador. Corip suggereix que va ser el prefecte pretorià Atanasi l'autèntic cervell de la trama. Al maig, el dia abans de la partida de l'exèrcit principal, Guntaric va organitzar un banquet. Va convidar a Artàban i Atanasi a compartir divan amb ell, la qual cosa es considerava un signe d'honor. Durant el banquet, els armenis es van abalançar sobre els guardaespatlles de Guntaric mentre el propi Artàban donava, suposadament, el cop mortal a Guntaric.
Aquesta acció li va fer guanyar gran honor i fama i Justinià el va confirmar com a magister militum d'Àfrica. Preiecta, vídua de Areobind i neboda de Justinià, amb qui Guntaric estava planejant casar-se, li va donar una rica recompensa per alliberar-la. Malgrat estar casat amb una parent de l'emperador, Artàban es va comprometre amb ella i la va enviar de retorn a Constantinoble mentre sol·licitava que el retiressin del servei a Àfrica perquè poguessin casar-se.

## Conspiració contra Justinià I
Poc després, va ser cridat a Constantinoble i reemplaçat a l'Àfrica per Joan Troglita. Va rebre nombrosos honors de Justinià: va ser nomenat magister militum praesentalis, menges foederatorum i cònsol honorari. Malgrat això i de la seva gran popularitat, no va poder aconseguir la seva ambició de casar-se amb Preiecta. La seva esposa va acudir a la capital imperial i va presentar el seu cas davant l'emperadriu Teodora, que va obligar-lo a continuar amb la seva esposa: no va ser fins al cap de la mort de Teodora l'any 548 que va poder divorciar-se'n. Per aleshores Preiecta s'havia tornat a casar.
Molest per aquest assumpte, poc després de la mort de Teodora es va involucrar en l'anomenada conjura armènia. L'autèntic instigador, no obstant això, va ser un parent seu anomenat Arsaces que va proposar assassinar a Justinià i elevar a Germà, cosí d'aquell, al tron. Els conspiradors pensaven que Germà era receptiu als seus plans, ja que no estava satisfet amb la intromissió de l'emperador en la resolució del testament del seu germà Boraides recentment mort. Els conspiradors van abordar primer a Justí, fill de Germà, i li van revelar la conjura. Immediatament, Justí va informar el seu pare que al seu torn va informar el comes excubitorum Marcel. Per a descobrir més de les intencions dels conspiradors, Germà en persona es va reunir amb ells mentre un ajudant de confiança de Marcel s'ocultava a prop per a escoltar la conversa. Encara que Marcel va dubtar a informar a Justinià sense més proves, finalment va revelar la conspiració a l'emperador. Justinià va ordenar empresonar i interrogar als conjurats, que van ser tractats amb notable indulgència. Artàban va ser despullat dels teus càrrecs i confinat a palau sota custòdia, però va ser perdonat aviat.

## Servei a Itàlia
L'any 550, va ser nomenat magister militum per Thracias i enviat per a reemplaçar a l'ancià senador Liberi en el comandament d'una expedició en curs a Sicília, que havia estat envaïda recentment pel rei ostrogot Tòtila. L'expedició havia partit abans que es pogués posar-se al capdavant. La seva pròpia flota va ser escampada per fortes tempestes en la mar Jònica i va haver de retrocedir. Quan finalment va arribar a Sicília, va assetjar les guarnicions godes deixades allí per Totila després d'abandonar l'illa i no va trigar a obligar-les a rendir-se. Va estar a Sicília els següents dos anys. Segons Procopi, els habitants de Crotona, a la península itàlica, li van enviar reiterades peticions d'ajuda perquè estaven sent assetjats pels ostrogots, però ell no va fer res per ajudar a la ciutat.
L'any 553, va creuar al continent on es va unir a l'exèrcit de Narses com un dels seus generals i, juntament amb altres generals, va rebre l'ordre d'ocupar els passos dels Apenins per a assetjar als francs que havien envaït la península en aquest estiu. Els generals es van retirar a Faventia després que un contingent romà fos derrotat a Parma, però van tornar a aquesta localitat convençuts per Narses. A l'any següent, Artàban va estar estacionat a Pisaurum amb tropes romanes i hunes. A Fanum, va parar una emboscada a l'avantguarda de l'exèrcit franc de Leutari, que tornava a la Gàl·lia d'una expedició de saqueig pel sud d'Itàlia. La majoria dels francs van caure i, en la confusió, van escapar els captius emportant-se gran part del botí dels francs. No obstant això, Artàban no va atacar al cos principal de l'exèrcit de Leutari, ja que aquest superava amb escreix a les seves pròpies forces. Després, va marxar al sud on es va unir a la força principal de Narses i el va acompanyar en la campanya contra l'exèrcit franc restant que estava al comandament de Butilinus. En la decisiva batalla de Casilínum, saldada amb victòria imperial, va dirigir la cavalleria al flanc esquerre, mentre Valerià feia el propi al dret. Com a part de l'estratègia de Narses, va romandre ocult a un bosc pròxim per a atacar als francs per la rereguarda i poder així envoltar-los. Res més se sap d'ell després de la batalla.

## Família
Artàban descendia dels Arsàcides armenis, una de les branques de la qual s'autoproclamava independent a les regions orientals de l'Imperi Romà d'Orient en temps de Artàban.